# جلبک زرد-سبز
جلبک زرد-سبز (نام علمی: Xanthophyceae) نام یک رده از ناجورتاژکان است.